# Miloš Sokola
Miloš Sokola (født 18. april 1913 i Bučovice - død 28. september 1976 i Malé Kyšice, Tjekkoslovakiet) var en tjekkisk violinist og komponist.
Sokola studerede violin og komposition på Brno Musikkonservatorium. Han forsatte sine kompositionsstudier senere ho Vítězslav Novák.
Han komponerede en Variationssymfoni, som hører til hans fornemste værker. Ligeledes komponerede han orkesterværker, kammermusik, orgelstykker, klaverstykker og vokalværker etc.
Sokola var violinist i orkestret ved Prags Nationalteater, hvor han fik rig mulighed til at komponere i sin fritid.

## Udvalgte værker
- "Variationssymfoni" (1976) - for orkester
- "Symfonisk Treenighed" (1976) - for orkester
- "Den Fortabte Søn" (1948) - opera
- "Concertino" (1974) - for klaver og kammerorkester